# Warriors of the World
Warriors of the World är den amerikanska heavy metal/power metal-gruppen Manowars nionde studioalbum, utgivet den 4 juli 2002 av skivbolaget Nuclear Blast.

## Låtförteckning
1. "Call to Arms" – 5:31
2. "The Fight for Freedom" – 4:31
3. "Nessun Dorma" – 3:29
4. "Valhalla" (instrumental) – 0:36
5. "Swords in the Wind" – 5:20
6. "An American Trilogy" – 4:20
7. "The March" (instrumental) – 4:02
8. "Warriors of the World United" – 5:51
9. "Hand of Doom" – 5:50
10. "House of Death" – 4:25
11. "Fight until We Die" – 4:03

Text & musik: Joey DeMaio (spår 1, 4, 7–11), Karl Logan/DeMaio (spår 2, 5), Giuseppe Adami/Giacomo Puccini/Renato Simoni (spår 3), Mickey Newbury (spår 6)

## Om låtarna
- "The Fight for Freedom" tillägnades alla som föll offer under attacken på World Trade Center den 11 september 2001, samt offrens familjer.
- "Nessun Dorma" tillägnades sångaren Eric Adams mor, som dog under inspelningen. Den är helt på italienska.
- "An American Trilogy" är låten som också sjöngs av Elvis.

## Medverkande
Manowar
- Eric Adams – sång
- Scott Columbus - trummor och slagverk
- Joey DeMaio – basgitarr (fyrsträngad, åttasträngad, piccolobas), keyboard
- Karl Logan – gitarr, keyboard

Bidragande musiker
- Mary Breon – bakgrundssång (spår 6)
- Joe Rozler – piano, orgel, bakgrundssång (spår 6)

Produktion
- Manowar – producent
- Rob Sannen – ljudtekniker
- Ronald Prent – ljudmix
- Rene Schardt – mastering
- Ken Kelly – omslagskonst